# AEL Larissa (basket-ball)
Pour le club de football, voir AEL Larissa.
L’AEL Larissa 1964 (en grec : Αθλητική Ένωση Λάρισας 1964) est un club de basket-ball basé à Larissa, en Grèce. Il est évolue en 1re division.

## Palmarès
- Néant

## Entraîneurs
- 2006-2007 :  Yannis Christopoulos

## Joueurs
- Marlon Maxey
- Arthur Lee
- Vasílios Spanoúlis